# Antoni Mateczny
Antoni Mateczny (ur. 21 kwietnia 1858, zm. 1 października 1934 w Krakowie) – polski architekt, radny Podgórza, odkrywca leczniczych źródeł, założyciel i właściciel uzdrowiska „Mateczny”.

## Życiorys
Antoni Mateczny, pochodzący z czeskiej rodziny, zamieszkałej początkowo w Austrii, a potem na Śląsku Cieszyńskim, sprowadził się do Podgórza najprawdopodobniej w latach 80. XIX w. Z wykształcenia inżynier, założył firmę budowlaną. Wygrywał przetargi na prace budowlane przy wznoszeniu fortyfikacji, budował tanie domy dla uboższych mieszkańców, pracował przy budowie kolei. Nadzorował budowę odcinka kolejowego Kraków – Żywiec. Pieniądze zainwestował w kupno ziemi w Podgórzu. W 1898 roku, podczas poszukiwania źródła wody pitnej przy wznoszeniu domu (kupił parcelę u wylotu ulicy Kalwaryjskiej), dowiercił się na głębokość 36 metrów do źródła wody mineralnej siarczanej. Wiele sezonów spędził w Karlsbadzie, gdzie jeździł co roku w celach leczniczych i wypoczynkowych, więc wiedział, jaką wartość może mieć podobne źródło. W marcu 1899 uzyskał od urzędu górniczego wyłączność na poszukiwania górnicze na terenie Podgórza. Jednocześnie prowadził analizy, które dowiodły walorów zdrowotnych wody pochodzącej z odkrytych źródeł. Mateczny rozpoczął wówczas budowę nowoczesnego zakładu wodoleczniczego, otoczonego parkiem, który został otwarty w 1905 i przez następne lata był stopniowo rozwijany, ciesząc się popularnością wśród kuracjuszy.
Mateczny aktywnie uczestniczył w życiu publicznym. W 1909 roku został członkiem Polskiego Towarzystwa Balneologicznego, w latach 1909–1915 pełnił funkcję radnego miasta Podgórza.
Jego nazwisko kojarzy się krakowianom z Rondem Matecznego, skrzyżowaniem ciągów komunikacyjnych, a także pobliskim, wciąż istniejącym uzdrowiskiem „Mateczny”.
Pochowany został w grobowcu rodzinnym na nowym cmentarzu podgórskim (kwatera IIa-płd.-6).

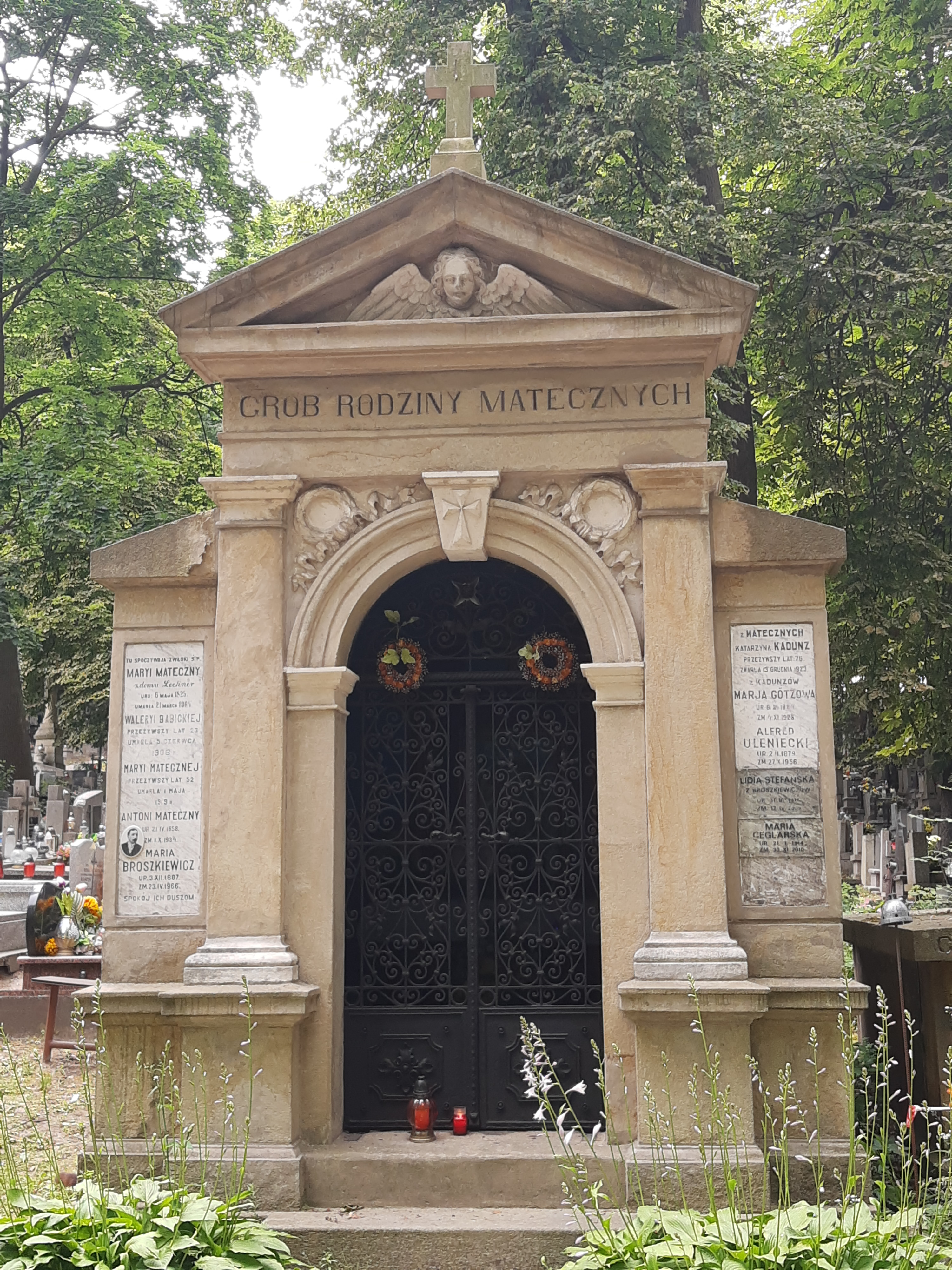
Grób Antoniego Matecznego na Cmentarzu Podgórskim